# Rivière Jolie (réservoir Blanc)
La rivière Jolie est un tributaire de la rive nord du réservoir Blanc, sur la rivière Saint-Maurice. La rivière coule vers le sud dans le territoire de La Tuque, dans la région administrative de la Mauricie, au Québec, au Canada.
La rivière Jolie coule dans les cantons Rhéaume, Dingall, de Cadieux et Cloutier.

## Géographie
La rivière Jolie coule vers le sud entre les sous-bassins hydrographiques de la rivière Pierriche (à l'est) et le ruisseau des Sauvages (à l'ouest). Son principal tributaire est la rivière Jolie Ouest, qui s'abreuve des séries suivantes de lacs :
- lacs Jolie (altitude : 300 m) et Madas (altitude : 340 m) ;
- lacs Arona (altitude : 295 m), de la Chute (altitude : 290 m) et Winter (altitude : 326 m) ;
- lacs de l'ouest (altitude : 346 m), Original, Héléna (altitude : 352 m), Jeannette (altitude : 386 m) et Josaphat (altitude : 353 m) ;
- lacs Moose (altitude : 318 m) et Ouinégomic (altitude : 325 m).

La rivière Jolie Ouest draine quelques zones humides.
À partir du lac Ken (longueur : km ; altitude : 290 km), la rivière Jolie coule sur 15,9 km selon les segments suivants :
- 3,1 km vers le sud, en traversant un petit lac sans nom (altitude : 290 m), jusqu'au ruisseau Polet (venant du nord-est) ;
- 1,5 km vers le sud, jusqu'à la limite du canton de Cadieux ;
- 2,5 km vers le sud-ouest dans le canton de Cadieux, jusqu'à la rive nord du plan d'eau Les Quatre Lacs ;
- 8,8 km vers le sud, en traversant le plan d'eau Les Quatre Lacs et en traversant la limite du canton de Cloutier, jusqu'à la Baie de la Jolie.

Dans son parcours, la rivière Jolie traverse les rapides Nipi Katimatek. Plus bas, le courant rencontre une longue île où il y a plusieurs petites baies autour. Le ruisseau Perron arrive face à cette île par la rive ouest de la rivière Jolie. Les eaux de la rivière se déversent dans la Baie de la Jolie, située sur la rive nord du réservoir Blanc.
Principaux tributaires de la rivière Jolie :
- Côté ouest : ruisseau Perron, rivière Jolie Ouest ;
- Côté est : Ruisseau Pollet ;
- Extrémité nord : Ruisseau Wallend.

## Toponymie
Le toponyme "rivière Jolie" a été officialisé le 5 décembre 1968 à la Banque des noms de lieux de la Commission de toponymie du Québec.